# Косор, Даринко
Даринко Косор (хорв. Darinko Kosor; род. 14 марта 1965, Загреб) — хорватский политик и бывший лидер Хорватской социал-либеральной партии с ноября 2009 по ноябрь 2019 года, член партии с 1992 года. Депутат Хорватского сабора. Двоюродный брат бывшего хорватского премьер-министра Ядранки Косор. Был последним главой Союза социалистической молодёжи Югославии города Загреба. 
С 20 июня 2013 года и до отставки 19 мая 2016 года был председателем городской скупщины Загреба. 

## Политическая деятельность
Экономист по образованию, работал в частном секторе менеджером, директором и владельцем компаний в рекламно-издательской сфере. В 2000—2001 годах был заместителем мэра Загреба. В 1992 году вступил в Хорватскую социал-либеральную партию, возглавлял её столичные структуры, а с 2009 года — лидер партии, сменив Джурджу Адлешич. Возглавлял партию до 2019 года. 
В 2009 году был избран депутатом городской скупщины Загреба, а в 2013 году — назначен её председателем. После нескольких лет руководства партией он представил её «Патриотической коалиции», основанной вокруг Хорватского демократического содружества. По её спискам на выборах 2015 года был избран депутатом Хорватского сабора. На досрочных выборах в 2016 году успешно баллотировался на переизбрание в парламент.